# Pelatge roig
Aquest article tracta dels cavalls de pelatge roig, també anomenat sor i alatzà.

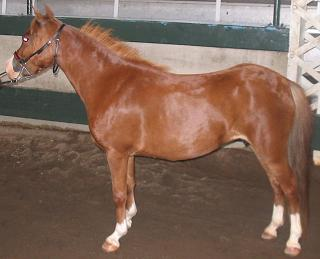
Cavall roig: els cavalls roigs, sors o alatzans tenen els pèls del cos roigs. La cua i la crinera poden ser del mateix color, més fosques o més clares i fins i tot lavades o blanques.

El pelatge roig, també anomenat sor o alatzà, és el que té els pèls del cos roigs o rogencs. La pell és pigmentada i relativament fosca (i pot ser negra en certs casos). La cua i la crinera poden ser del mateix color que els pèls del cos, més fosques o més clares. O fins i tot blanques (lavades).
Es tracta d'un pelatge molt freqüent en els cavalls i pot presentar-se en moltes tonalitats. Els tons més clars s'assemblen molt a alguns pelatges roig-duns (baigs). Si, a més, tenen les crins lavades es poden confondre amb els pelatges palomino. Hi ha pelatges molt pigmentats que, de tan foscos, es confonen amb els pelatges negres.
Hi ha tonalitats que s'assemblen al color canyella. Altres a la fusta de caoba. En certs casos el color tira a groguenc daurat o pot assemblar-se al dels grans de cafè torrat. En tots els casos però, no hi ha presència de pèls o crins negres (llevat de cavalls roigs amb modificador "sooty").
Les marques blanques singulars (marques blanques a la cara i bausans) són molt freqüents en els pelatges alatzans.

## Terminologia
La terminologia tradicional emprava els termes "roig" i "sor". Roig en el sentit clàssic, no pas en l'ús modern (i en molts casos incorrecte) que l'assimila al vermell. I també l'adjectiu "alatzà" (antigament escrit sovint "alazà" o "alasà"). Algun treball indica la possibilitat de pronunciar "alazà" mantenint la grafia moderna ("alatzà").
En parlar de pelatges roigs "purs" (sense modificadors) qualsevol dels tres termes anteriors és acceptable. Quan cal designar altres pelatges mitjançant una terminologia formada per dos termes (per exemple "roig-ruà", "roig-rabicano", "roig-champagne", "roig-dun", ...) l'ús de "roig" segueix la tendència de la nomenclatura genètica en anglès ("red dun" i no pas "chestnut dun").
Els equivalents en anglès del pelatge roig són "chestnut" (que cal no confondre amb el pelatge "castany" o "bai") i "sorrel" (molt semblant al "sor" català i el "sauro" italià). El primer ús documentat del terme "alezan" en francès data de 1534, en l'obra "Gargantue" de François Rabelais. Hi ha un document d'un cavall "sors à crins blancs" (any1363) i altres referències sobre el seu ús.
- Cavall àrab alatzà.
- Cavall estonià de raça Tori. Pelatge roig fosc.
- Cavall de Westfàlia de mantell alatzà.
- Cavall Haflinger de pelatge alatzà-crins blanques i pangaré

## Aspectes genètics
El pelatge roig és un pelatge homozigòtic amb dos al·lels e del gen extensió E.
El gen E pot presentar-se en dos al·lels : E, e.
Tots els cavalls són EE, Ee o bé ee. Els cavalls alatzans són sempre ee.
Dos punts interessants:
- Els descendents de progenitors alatzans són sempre alatzans. Els pares són ee, ee. Els pollins són sempre ee.
- Dos progenitors negres poden tenir poltres alatzans.

(Segons la taula o quadrat Punnet, si l'estaló és Ee i l'egua Ee, alguns descendents poden ser ee. Probabilitat del 25%).
|        |   | Egua | Egua |
| E      | e |      |      |
| ------ | - | ---- | ---- |
| Estaló | E | EE   | Ee   |
| Estaló | e | Ee   | ee   |

## El pelatge roig com a pelatge de base
Una manera habitual per a definir o descriure alguns pelatges des del punt de vista genètic és l'ús d'expressions convencionals del tipus "pelatge bàsic". Les convencions varien segons les obres o els autors.
El pelatge alatzà es pot considerar com a pelatge bàsic. A més, també es pot considerar com un "pelatge de base" sobre el qual poden actuar les dilucions i els patrons genèrics.

## Diluïts sobre base alatzana
- Pelatge palomino
- Pelatge crem
- Pelatge roig-dun
- Cavall Morgan de pelatge castany argentat. No és un cavall alatzà però s'hi assembla molt.

### Diluïts crema
- Palomino (diluït simple crema o heterozigòtic)
- Crem (diluït crema doble o homozigòtic)

### Diluïts dun
- Roig-dun (o baig?)

Tot i que genèticament els diluïts dun poden ser heterozigòtics i homozigòtics només se'n considera un perquè exteriorment tenen el 
mateix aspecte.

### Diluïts argentats
La dilució argentada no actua sobre els pelatges alatzans de forma perceptible. Un cavall roig i un cavall roig argentat tenen el mateix aspecte (a igual tonalitat). Genèticament però són diferents.
- Roig-argentat (ee Z-)= (ee Zz, ee ZZ)
- Roig (ee zz)

### Diluïts champagne
Hi ha dos al·lels champagne, Ch i ch, i tres variants possibles: ChCh, Chch i chch.
Els cavalls chch, són no-champagne. Els cavalls ChCh són champagne homozigòtics i els Chch heterozigòtics. Tots dos tenen el mateix aspecte exterior.
Quan la dilució champagne s'associa a un pelatge alatzà el resultat són dos pelatges diluïts genèticament diferents, que es consideren agrupats en un de sol per presentar el mateix aspecte. Aquest pelatge s'anomena "roig-champagne" ("Red Champagne" o "Gold Champagne" en anglès).

### Diluïts pearl
El gen pearl és recessiu. Hi ha tres variants genètiques, tres genotips possibles: prl prl, Prl prl, Prl Prl. El genotip prl prl és no-pearl. El genotip Prl prl no modifica els pelatges roigs. El genotip PrlPrl dilueix la tonalitat (virtual o imaginària) del pelatge roig "de base" i la transforma en una tonalitat semblant a la del color d'un albercoc madur. La denominació: "roig-pearl".

## Pelatges de base roja que segueixen un patró
En cada cas poden imaginar-se com la superposició d'un pelatge alatzà "de base" i el patró genèric corresponent. La nomenclatura a usar serà la composta (roig-overo, overo-roig, liart-roig, roig-liart…).
Els més importants són els següents (Vegeu les imatges):
- Roig-overo i bai-overo
- Roig-tobiano
- Roig-sabino
- Roig-esquitxat
- Roig-ruà
- Roig-liart (en fase atruïtada)
- Roig-rabicano

## Races amb pelatges sors
Races amb pelatges exclusivament roigs:
- Haflinger
- Suffolk Punch
- Alatzà de la Selva Negra
- Budyonny

Races amb molta presència d'alatzans:
- Cavall American Quarter
- Cavall belga de tir

## Cavalls famosos de pelatge sor
- 1702: Egua "Sorrel", alatzana liarda. Anomenada "White sorrel" en fase canosa o blanca.
- 1819: "Red Buck", alatzà i curly. Un dels cavalls del bandoler Bob Dalton.
- 1845: "Dandy Dock", cavall de Bill the Kid.
- 1850: "Little Sorrel", general confederat "Stonewell" Jackson.
- 1852: "Sarco", alatzà canyella. De don Pío Pico.
- 1876: "Vic", del general Custer.
- 1950: "Pie", cavall que muntava l'actor James Stewart en 17 pel·lícules.[7]
- 1970: "Secretariat". Cavall campió en curses.

## Literatura i música
- Hi ha una novela de l'Oest,"Forlon river" que parla d'un cavall alatzà: l'anomenat "California Red", el "Roig de Califòrnia". Zane Grey (1927)[8]
- Atahualpa Yupanqui. "El alazán".[9]
- Vídeo de la cançó "The chestnut mare" del conjunt "The Birds".